# Dyschoriste bayatensis
Dyschoriste bayatensis är en akantusväxtart som först beskrevs av Ignatz Urban, och fick sitt nu gällande namn av Ignatz Urban. Dyschoriste bayatensis ingår i släktet Dyschoriste och familjen akantusväxter. Inga underarter finns listade i Catalogue of Life.